# Rachid Mamed
Rachid Jorge Mamed (Cuiabá, 14 de agosto de 1914 — São Paulo, 7 de janeiro de 1988), mais conhecido como Rachid Mamed, foi um comerciante e político brasileiro, outrora deputado federal por Mato Grosso.

## Biografia
Filho de Filipe Jorge Mamed e Antônia Figueiredo Mamed. Nascido na capital mato-grossense, migrou com sua família para Poxoréu onde estabeleceu-se como comerciante. Quando Júlio Müller foi interventor em Mato Grosso durante o Estado Novo foi subdelegado de polícia no distrito de Tesouro, no município de Guiratinga, delegado de polícia e depois prefeito de Poxoréu. Filiado ao PSD, elegeu-se primeiro suplente de deputado estadual em 1947 e chegou a exercer o mandato participando da elaboração da Constituição Estadual promulgada naquele ano. Reeleito em 1950 e em 1954, presidiu a Assembleia Legislativa de Mato Grosso mais de uma vez. Eleito deputado federal em 1958 e 1962, optou pela ARENA quando o Regime Militar de 1964 impôs o bipartidarismo via Ato Institucional Número Dois e nesta legenda renovou o mandato em 1966.
Renunciou ao mandato parlamentar em 24 de novembro de 1969 para assumir uma cadeira no Tribunal de Contas de Mato Grosso, corte da qual foi presidente em 1974 aposentando-se quatro anos depois. Chefe do escritório de representação de Mato Grosso em Brasília durante o governo Frederico Campos, foi assessor político de Júlio Campos até 1984 quando retornou à capital federal, cidade onde passou a residir.